# Reiner Künzl
Reiner Künzl (* 15. Januar 1938 in Saaz, Tschechoslowakei) ist ein deutscher Tierarzt. Er war als Sanitätsoffizier Veterinär bei der Bundeswehr zuletzt von 1994 bis 1998 fünfter  Inspizient Veterinärmedizin der Bundeswehr im Dienstgrad Oberstveterinär.

## Leben
Künzl absolvierte 1958 das Abitur und leistete im Anschluss bis September 1959 seinen Grundwehrdienst bei der Luftwaffe ab. Danach studierte er an der Ludwig-Maximilians-Universität München bis 1964 Veterinärmedizin und erhielt ein Jahr darauf die Approbation als Tierarzt. 1966 trat er im Dienstgrad Stabsveterinär wieder in die Bundeswehr, diesmal als Heeressoldat, ein. Dort war er in Kiel zunächst Angehöriger des Dezernats Veterinärwesen der Abteilung Sanitäts- und Gesundheitswesen beim Wehrbereichskommando I, dann ab 1969 Laborleiter in der Veterinäruntersuchungsstelle der Bundeswehr I. In dieser Verwendung erfolgte die Beförderung zum Oberstabsveterinär. 1972 legte er in Hannover das Examen als Amtstierarzt ab und erhielt 1974 von der Tierärztekammer Schleswig-Holstein als einer der ersten Tierärzte in der Bundesrepublik Deutschland die Anerkennung als Fachtierarzt für Radiologie. 1978 wurde er nach Stuttgart zur Veterinäruntersuchungsstelle V versetzt, die er ab April 1980 im Dienstgrad Oberfeldveterinär dann leitete. Nach der Umgliederung der Dienststelle zum approbationsübergreifenden Untersuchungsinstitut des Sanitätsdienstes der Bundeswehr (UInstSanBw) leitete er dort zunächst die Laborabteilung II Veterinärmedizin und ab 1988 die Dienststelle. 1990 wurde er zum Oberstveterinär befördert und trat am 1. April 1994 seine Verwendung als höchster Veterinär der Bundeswehr an. Künzl beriet in dieser Funktion auch approbationsübergreifend Institutionen außerhalb der Streitkräfte.